# West-Afrikaanse Tijd
| zwart | UTC−1: Kaapverdische Tijd. |
| groen | UTC: West-Europese Tijd · Greenwich Mean Time.                                                                                                |
| blauw | UTC+1: Midden-Europese Tijd · West-Afrikaanse Tijd.                                                                                           |
| rood  | UTC+2: Midden-Europese Zomertijd · Oost-Europese Tijd · Centraal-Afrikaanse Tijd · West-Afrikaanse Zomertijd · Zuid-Afrikaanse Standaardtijd. |
| geel  | UTC+3: Oost-Europese Zomertijd · Oost-Afrikaanse Tijd.                                                                                        |
| grijs | UTC+4: Mauritiustijd · Seychellentijd. |

De West-Afrikaanse Tijd (WAT) (Engels: West Africa Time) is een tijdzone die één uur voorloopt op UTC (UTC+1). In deze tijdzone vallen een groot aantal landen in het westelijk deel van centraal Afrika.
De theoretische zone van de West-Afrikaanse Tijd loopt van 7,5° oosterlengte tot 22,5° oosterlengte.
De meeste landen in het gebied van de West-Afrikaanse Tijd hanteren geen zomertijd. Alleen Namibië hanteert de West-Afrikaanse Zomertijd (Engels: West Africa Summer Time, WAST ) van september tot april. Tunesië volgt de Midden-Europese Zomertijd van maart tot oktober.
De landen die de WAT gebruiken zijn:
- Algerije
- Angola
- Benin
- Centraal-Afrikaanse Republiek
- Equatoriaal-Guinea
- Gabon
- Kameroen
- Congo-Brazzaville
- Congo-Kinshasa (westelijk deel)
- Marokko
- Niger
- Nigeria
- Tsjaad
- Tunesië